# 無限のdéjà vu DOCUMENT of "BEAT out!" TOURS
『無限のdéjà vu DOCUMENT of “BEAT out!” TOURS』は、GLAYが1997年1月29日にリリースしたライブ&ドキュメンタリービデオ。

## 概要
1996年に行われたツアー『BEAT out ! '96』と『BEAT out ! reprise』のドキュメンタリーとライブ映像を収録。
2001年6月20日にDVD化され、2003年12月3日には『無限のdéjà vu DOCUMENT of “BEAT out!” TOURS 海賊盤』が収録されたディスクを特典として付属し、リマスタリングも施した「上で『無限のdéjà vu DOCUMENT of “BEAT out!” TOURS complete』というタイトルで再発売された。

## 収録曲
1. More than Love
2. 生きてく強さ
3. 月に祈る
4. INNOCENCE
5. 週末のBaby talk
6. SHUTTER SPEEDSのテーマ
7. LOVE SLAVE
8. Together
9. Yes, Summerdays
10. 彼女の“Modern…”
11. ACID HEAD
12. BELOVED
13. グロリアス
14. BURST
15. 軌跡の果て
16. ずっと2人で…
ライブ音源ではなく、エンドロール的な曲となっている[注 2]。